# Sorin Victor Vernescu
Sorin Victor Vernescu (n. 1954 - d. 2006) a fost un biolog român. El a pus bazele  Laboratorului de Apidologie și Insecte Utile în cadrul Institutului Internațional de Tehnologie și Economie Apicolă (în anul 1991),  generând astfel apariția unei noi discipline – apidologie.